# Nicola Franceschina
Nicola Franceschina, né le 26 mai 1977  à Bormio, est un patineur de vitesse sur piste courte italien.

## Biographie
Nicola Franceschina a remporté la médaille d'argent lors des Jeux olympiques d'hiver de 2002 à Salt Lake City aux États-Unis dans l'épreuve du relais sur 5000m. Il a également participé aux Jeux olympiques d'hiver de 1998 et de 2006.

## Palmarès

### Jeux olympiques
- Médaillé d'argent olympique en relais sur 5 000 m aux Jeux olympiques d'hiver de 2002 à Salt Lake City ( États-Unis)

### Championnats du monde
- Vice-champion du monde sur 1 500 m aux Championnats du monde de 1997 à Nagano ( Japon)
- Troisième mondial par équipe aux Championnats du monde de 1997 à Nagano ( Japon)
- Champion du monde sur 500 m aux Championnats du monde de 2000 à Sheffield ( Royaume-Uni)
- Troisième mondial par équipe aux Championnats du monde de 2004 à Göteborg ( Suède)

### Championnats d'Europe
- Champion d'Europe sur 500 m aux Championnats d'Europe de 1999 à Oberstdorf ( Allemagne)
- Champion d'Europe par équipe aux Championnats d'Europe de 1999 à Oberstdorf ( Allemagne)
- Champion d'Europe sur 1 000 m aux Championnats d'Europe de 2000 à Bormio ( Italie)
- Champion d'Europe par équipe aux Championnats d'Europe de 2000 à Bormio ( Italie)
- Champion d'Europe par équipe aux Championnats d'Europe de 2001 à La Haye ( Pays-Bas)
- Champion d'Europe par équipe aux Championnats d'Europe de 2002 à Grenoble ( France)
- Champion d'Europe par équipe aux Championnats d'Europe de 2003 à Saint-Pétersbourg ( Russie)
- Champion d'Europe sur 500 m aux Championnats d'Europe de 2004 à Zoetermeer ( Pays-Bas)
- Champion d'Europe par équipe aux Championnats d'Europe de 2004 à Zoetermeer ( Pays-Bas)
- Champion d'Europe sur 500 m aux Championnats d'Europe de 2005 à Turin ( Italie)
- Champion d'Europe par équipe aux Championnats d'Europe de 2006 à Krynica-Zdrój ( Pologne)

- Vice-champion d'Europe sur 1 500 m aux Championnats d'Europe de 1998 à Budapest ( Hongrie)
- Vice-champion d'Europe par équipe aux Championnats d'Europe de 1998 à Budapest ( Hongrie)
- Vice-champion d'Europe au classement général aux Championnats d'Europe de 1999 à Oberstdorf ( Allemagne)
- Vice-champion d'Europe sur 1 500 m aux Championnats d'Europe de 2000 à Bormio ( Italie)
- Vice-champion d'Europe sur 500 m aux Championnats d'Europe de 2002 à Grenoble ( France)
- Vice-champion d'Europe sur 1 000 m aux Championnats d'Europe de 2003 à Saint-Pétersbourg ( Russie)
- Vice-champion d'Europe sur 1 000 m aux Championnats d'Europe de 2004 à Zoetermeer ( Pays-Bas)

- Troisième européen sur 1 500 m aux Championnats d'Europe de 1999 à Oberstdorf ( Allemagne)
- Troisième européen au classement général aux Championnats d'Europe de 2000 à Bormio ( Italie)
- Troisième européen sur 1 500 m aux Championnats d'Europe de 2002 à Grenoble ( France)
- Troisième européen au classement général aux Championnats d'Europe de 2003 à Saint-Pétersbourg ( Russie)
- Troisième européen sur 1 500 m aux Championnats d'Europe de 2003 à Saint-Pétersbourg ( Russie)
- Troisième européen sur 3 000 m aux Championnats d'Europe de 2003 à Saint-Pétersbourg ( Russie)
- Troisième européen au classement général aux Championnats d'Europe de 2004 à Zoetermeer ( Pays-Bas)
- Troisième européen au classement général aux Championnats d'Europe de 2005 à Turin ( Italie)
- Troisième européen sur 1 500 m aux Championnats d'Europe de 2006 à Krynica-Zdrój ( Pologne)
- Troisième européen sur 3 000 m aux Championnats d'Europe de 2006 à Krynica-Zdrój ( Pologne)
- Troisième européen sur 1 500 m aux Championnats d'Europe de 2008 à Ventspils ( Lettonie)